# Tramplin Stork
De Tramplin Stork is een skischans in Nizjni Tagil in Rusland. De schans is in 1970 gebouwd en in de jaren 2010-2012 uitgebreid gemoderniseerd.
Sinds het seizoen 2014/2015 organiseert de FIS er wereldbekerwedstrijden voor mannen. Vanaf het seizoen 2015/2016 wordt er op Tramplin Stork ook een wereldbekerwedstrijd voor vrouwen georganiseerd.